# ماثيو بيتون
ماثيو بيتون هو سياسي أمريكي، ولد في 27 يوليو 1978 في Shrewsbury, Massachusetts ‏ في الولايات المتحدة. نشط حزبياً في الحزب الجمهوري. وقد انتخب عضو مجلس نواب ماساتشوستس ‏.